# 埃納吉 (密蘇里州)
埃納吉（英語：Energy）是位於美國密蘇里州蘇格蘭縣的非建制地區。

## 歷史
埃納吉的郵局於1893年設立，其後於1904年停運。

## 地理
埃納吉所處的海拔為高於海平面270米（即886英呎），而該地所採用的時區為UTC-6，即北美中部時區（CST）。同時該地設有夏令時間，為UTC-6調快一小時，即UTC-5（CDT）。